# Uromyces cuspidatus
Uromyces cuspidatus ist eine Ständerpilzart aus der Ordnung der Rostpilze (Pucciniales). Der Pilz ist ein Endoparasit von Süßgräsern der Gattung Festuca und Poa. Symptome des Befalls durch die Art sind Rostflecken und „Pusteln“ auf den Blattoberflächen der Wirtspflanzen. Sie ist in Südamerika verbreitet.

## Merkmale

### Makroskopische Merkmale
Uromyces cuspidatus ist mit bloßem Auge nur anhand der auf der Oberfläche des Wirtes hervortretenden Sporenlager zu erkennen. Sie wachsen in Nestern, die als gelbliche bis braune Flecken und Pusteln auf den Blattoberflächen erscheinen.

### Mikroskopische Merkmale
Das Myzel von Uromyces cuspidatus wächst wie bei allen Uromyces-Arten interzellulär und bildet Saugfäden, die in das Speichergewebe des Wirtes wachsen. Die gelblichen Uredien des Pilzes wachsen überwiegend oberseitig auf den Wirtsblättern. Ihre hyalinen bis hellgelblichen Uredosporen sind 30–40 × 25–33 µm groß, zumeist kugelig bis fast ellipsoid und stachelwarzig. Die Telien der Art sind schwarzbraun, pulverig und früh unbedeckt. Die tief goldenen bis hell kastanienbraunen Teliosporen sind einzellig, in der Regel eiförmig und 32–48 × 23–28 µm groß. Ihre Stiele sind gelblich und bis zu 90 µm lang.

## Verbreitung
Das bekannte Verbreitungsgebiet von Uromyces cuspidatus umfasst Bolivien, Argentinien und Chile.

## Ökologie
Die Wirtspflanzen von Uromyces cuspidatus sind verschiedene Schwingel (Festuca spp.) sowie Poa chubutensis. Der Pilz ernährt sich von den im Speichergewebe der Pflanzen vorhandenen Nährstoffen, seine Sporenlager brechen später durch die Blattoberfläche und setzen Sporen frei. Die Art durchläuft einen Entwicklungszyklus, von dem bisher nur Telien und Uredien sowie deren Wirt bekannt sind; Spermogonien und Aecien sind bislang unbekannt.